# Padmâvatî
Padmâvatî és una òpera en dos actes amb música d'Albert Roussel i llibret de Louis Laloy, basat en La légende de Padmanî, reine de Tchitor de Théodore-Marie Pavie, que narra la llegenda del poema de Malik Muhammad Jayasi titulat Padmavat (1540). Es va estrenar en l'Òpera de París l'1 de juny de 1923. Roussel va titular l'obra opéra-ballet i hi ha molts nombres de ball i oportunitats per a l'espectacle. El compositor es va inspirar en la seva visita a la ciutat en ruïnes de Chitor al Rajasthan) i incorpora molts trets de la música hindú en la partitura.

## Personatges
| Personatge                              | Tessitura    | Repartiment de l'estrena, 1 de juny de 1923 Director: Philippe Gaubert |
| --------------------------------------- | ------------ | ---------------------------------------------------------------------- |
| Padmâvatî, reina de Chittor             | mezzosoprano | Ketty Lapeyrette                                                       |
| Ratan-Sen, el seu espòs, rei de Chittor | tenor        | Paul Franz                                                             |
| Alaouddin, sultà dels mogols            | baríton      | Édouard Roux                                                           |
| Nakamti, una dona jove                  | soprano      | Jeanne Laval                                                           |
| Brahmin                                 | tenor        | Henri Fabert                                                           |
| Badal, enemic de Ratan-Sen              | tenor        | Mario Podestà                                                          |
| Gora, oficial del palau                 | tenor        | Dalerant                                                               |
| Sacerdot                                | baix         | Armand-Émile Narçon                                                    |